# ریسک نقدینگی
ریسک نقدینگی دارای دو گونهٔ «ریسک نقدینگی دارایی» و «ریسک نقدینگی تأمین مالی» می‌باشد.

## ریسک نقدینگی دارایی
ریسک نقدینگی دارایی، که با نام 'ریسک نقدینگی بازارمحصول' هم شناخته می‌شود، زمانی ظاهر می‌شود که معامله با قیمت پیش‌بینی‌شده قابل انجام نباشد (به دلیل تغییر وضعیت نسبت به زمان معامله عادی) این ریسک در بین گونه‌های دارایی‌ها و در زمان وابسته به شرایط بازار تغییر می‌کند. بعضی دارایی‌ها مانند ارزهای اصلی یا اوراق قرضه، بازارهای عمیقی دارند و در اغلب مواقع به راحتی با نوسان کمی در قیمت، نقد می‌شوند اما این امر در مورد همه دارایی‌ها صادق نیست.
در مورد بانک‌ها، ریسک نقدینگی به دلیل کمبود و عدم اطمینان در میزان نقدینگی بانک ایجاد می‌شود. حالت دیگری که باعث افزایش ریسک نقدینگی می‌شود این است که بازارهایی که منابع بانک در آن‌ها قرار دارد دچار کمبود نقدینگی شوند. ریسک نقدینگی با سایر ریسک‌های مالی مختلط است و به همین دلیل سنجش و کنترل آن با دشواری روبرو است. به این ریسک عموماً با نام ریسک نقدشوندگی یاد می‌گردد؛ و در ادبیات مدیریت مالی هر دو ریسک نقدشوندگی و نقدینگی را liquidity risk می‌نامند.

## ریسک نقدینگی تأمین مالی
ریسک نقدینگی تأمین مالی، که ریسک جریان وجه نقد هم نامیده می‌شود، به عدم توانایی در پرداخت تعهدات برمی‌گردد. این موضوع مخصوصاً برای پرتفوهایی که متوازن شده‌اند و متعهد به پرداخت حاشیه سود به طلب‌کاران هستنند معضل مهمی است. در واقع اگر ذخیره وجه نقد کافی نباشد، ممکن است در شرایط سقوط ارزش بازار نیاز به پرداخت وجه نقد وجود داشته باشد که منجر به نقد کردن اجباری پرتفو در قیمت پایین می‌شود. این چرخه ضررها که با حاشیه سود تعهدشده شدیدتر می‌شود، گاهی به مارپیچ مرگ تعبیر می‌شود.
ریسک تأمین مالی با برنامه‌ریزی مناسب جریان وجه نقد کنترل می‌شود. محدود کردن شکاف جریان وجه نقد، متنوع کردن و در نظر گرفتن منابع مالی جدیدی برای پر کردن کسری نقدینگی نقش مهمی در کنترل ریسک نقدینگی دارند.

## مدیریت نقدینگی
مدیریت نقدینگی یکی از بزرگ‌ترین چالش‌هایی است که سیستم بانک‌داری با آن روبرو است. دلیل اصلی این چالش این است که بیشتر منابع بانک‌ها از محل سپرده‌های کوتاه‌مدت تأمین مالی می‌شود. علاوه بر این تسهیلات اعطایی بانک‌ها صرف سرمایه‌گذاری در دارایی‌هایی می‌شود که درجه نقدشوندگی نسبتاً پایینی دارند.
وظیفه اصلی بانک ایجاد توازن بین تعهدات کوتاه‌مدت مالی و سرمایه‌گذاری‌های بلند مدت است. نگهداری مقادیر ناکافی نقدینگی بانک را با خطر عدم توانایی در ایفای تعهدات و در نتیجه ورشکستگی قرار می‌دهد. نگهداری مقادیر فراوان نقدینگی، نوع خاصی از تخصیص ناکارآمد منابع است که باعث کاهش نرخ سوددهی بانک به سپرده‌های مردم و در نتیجه از دست دادن بازار می‌شود.
مدیریت نقدینگی به معنی توانایی بانک برای ایفای تعهدات مالی خود در طول زمان است. مدیریت نقدینگی در سطوح مختلفی صورت می‌گیرد. اولین نوع مدیریت نقدینگی به صورت روزانه صورت پذیرفته و به صورت متناوب نقدینگی مورد نیاز در روزهای آتی پیش‌بینی می‌شود. دومین نوع مدیریت نقدینگی که مبتنی بر مدیریت جریان نقدینگی است، نقدینگی مورد نیاز را برای فواصل طولانی‌تر شش‌ماهه تا دو ساله پیش‌بینی می‌کند. سومین نوع مدیریت نقدینگی به بررسی نقدینگی مورد نیاز بانک در شرایط بحرانی می‌پردازد.